# Escobar Inc
Escobar Inc. — колумбийская транснациональная холдинговая компания со штаб-квартирой в Медельине, Колумбия. Компания основана Пабло Эскобаром 1 мая 1984 года на следующий день после убийства колумбийского министра юстиции Родриго Лары Бонилья для вывода крупных денежных сумм за пределы Колумбии при содействии его брата Роберто де Хесуса Эскобара Гавирии. Компания получила известность под управлением основателя Роберто де Хесуса Эскобара Гавирии и исполнительного директора компании Олофа К. Густафссона.

## История
Компания Escobar была первоначально основана Пабло Эмилио Эскобаром Гавирия 1 мая 1984 года, на следующий день после убийства Министра юстиции Колумбии Родриго Лара Бонилья, для вывода крупных денежных сумм за пределы Колумбии при содействии его брата Роберто де Хесуса Эскобара Гавирии. В процессе отмывания денег Пабло Эскобар получал более 420 миллионов долларов прибыли в неделю. Деятельность компании была приостановлена 8 октября 1992 года, когда Роберто Эскобар был передан властям.

## Перерегистрация юридического лица в 2014 году
В 2014 году компания была перерегистрирована Роберто Эскобаром в Медельине, Колумбия, в целях приобретения и сохранения контроля над брендом Пабло Эскобар и семейным брендом Escobar. Руководителями компании стали Олоф Густафссон. Эскобару удалось зарегистрироваться в качестве правопреемника своего брата в Калифорнии, США. Компания была успешно зарегистрирована и получила 10 товарных знаков в ведомстве по патентам и товарным знакам США.

## Конфликт с компанией Netflix
1 июля 2016 года Escobar Inc отправила письмо в Netflix Inc с требованием выплатить 1 миллиард долларов за несанкционированное использование контента в телесериале Нарко. 11 сентября 2017 года Карлос Муньос Портал, специалистом по поиску съемочных площадок, работающий в Netflix Inc, был найден убитым в своей машине в Мексике. Роберто Эскобар отрицал какую-либо причастность и предлагал нанять наемных убийц для обеспечения безопасности представителей Netflix. Escobar и Netflix урегулировали спор 6 ноября 2017 года, сумма сделки не была раскрыта.

## Дональд Трамп
11 апреля 2016 года перед президентскими выборами в США 2016 года газета «Вашингтон пост» совместно с Zignal labs сообщила, что генеральный директор компании Escobar Олоф Густафссон помог кандидату от республиканцев Дональду Трампу получить подписчиков в социальных сетях , что привело к резкому росту присутствия Трампа в социальных сетях. 
8 января 2019 года генеральный директор О. Густафссон запустил сбор средств на площадке GoFundMe под своим именем от имени компании Escobar на сумму 50 миллионов долларов США, пытаясь добиться импичмента президента Трампа; за 10 часов удалось собрать 10 миллионов долларов, после чего страница была удалена с платформы GoFundMe.

## Илон Маск и The Boring Company
В июле 2019 года Escobar Inc начала продавать пропановые горелки, похожие на огнеметы, и обвинила генерального директора The Boring Company Илона Маск в краже интеллектуальной собственности. Представители Escobar Inc утверждали, что дизайн прибора Noting-Flamethrower («не огнемёт»), продемонстрированного в рекламном ролике The Boring Company, основан на дизайне, который Роберто Эскобар обсуждал в 2017 году с инженером, связанным с Маском. Через средства массовой информации Escobar Inc публично предложили Маску урегулировать спор за 100 миллионов долларов наличными или акциями Tesla либо за возможность стать новым генеральным директором Tesla, Inc.